# Izquierda Socialista Internacional (Alemania)
La Izquierda Socialista Internacional (en alemán: Internationale Sozialistische Linke) es un partido político alemán de extrema izquierda que se define como marxista y trotskista. Fue fundado en 2001 a partir de miembros del Gruppe Internationale Marxisten y es, junto al también trotskista Revolutionär Sozialistischer Bund (RSB), el representante en Alemania del Secretariado Unificado de la IV Internacional. Junto a la mencionada RSB, formaban parte del Partido Socialista Unido.